# آنا أموريم
آنا أموريم (بالبرتغالية: Ana Amorim‏) (1 أبريل 1983 في البرازيل - ) هي لاعبة كرة يد برازيلية. شاركت في الألعاب الأولمبية الصيفية 2008. ولعبت مع Alba Fehérvár KC ‏.

## وصلات خارجية
- آنا أموريم على موقع الاتحاد الأوروبي لكرة اليد (الإنجليزية)
- آنا أموريم على موقع أوليمبيديا (الإنجليزية)